# Карлос Бурбон-Сицилійський (1870—1949)
Карлос Бурбон-Сицилійський (ісп. Carlos de Borbón-Dos Sicilias; 10 листопада 1870, Гріс-ам-Бреннер, Австро-Угорщина — 11 листопада 1949, Севілья, Іспанія) — принц із династії Неаполітанських Бурбонів, другий син принца Альфонса, графа ді Казерта, та принцеси Марії Антонієтти Бурбон-Сицилійської. Онук останнього короля Обох Сицилій Фердинанда II. Дід по материнській лінії колишнього короля Іспанії Хуана Карлоса I, прадід чинного короля Філіпа VI.
У родині принца завжди називали Ніно.

## Життєпис
Принц Карлос був другим сином у шлюбі Альфонса Бурбон-Сицилійського та принцеси Марії Антонієтти. Хрещеним батьком принца був карлістський самозванець Карлос де Бурбон і Австрія-Есте.
Згодом сім'я принца переїхала ближче до королівської родини Іспанії, і Карлос почав жити в Мадриді.
Принц служив у війську та брав участь у бойових діях під час іспансько-американської війни 1898 року.
1921 року він переїхав до Севільї, коли його призначили генерал-капітаном Андалусії. 1930 року Карлоса призначили генерал-інспектором армії.
1931 року, після проголошення Другої Іспанської республіки, родина принца емігрувала до Франції. Там він жив спершу в Каннах, потім — у Парижі. Згодом він повернувся до Іспанії, де помер у Севільї 11 листопада 1949 року. Похований у церкві Сан-Сальвадор.

## Родина

### Перший шлюб
14 лютого 1901 року принц Карлос одружився в Мадриді із принцесою Астурійською, сестрою короля Альфонса XIII та наступницею престолу Марією де лас Мерседес. У шлюбі народилося троє дітей:
- Альфонсо (1901—1964);
- Фернандо (1903—1905);
- Ізабелла Альфонса (1904—1985), одружена з польським шляхтичем Яном Канті Замойським.

Для укладення шлюбу із наступницею престолу Іспанії принц Карлос був змушений зректися династичних прав на корону Обох Сицилій, де-факто ліквідовану внаслідок об'єднання Італії в 1861 році, оскільки відповідно до Неапольського договору та Прагматичної санкції 1759 року корони Іспанії, Неаполя та Сицилії не можуть перебувати в особистій унії. Акт про зречення від династичних прав було підписано 14 грудня 1900 року. Пізніше це спричинило суперечку між старшим сином Карлоса, Альфонсом, та братом Карлоса Раньєрі за право бути головою дому Неаполітанських Бурбонів.
Унаслідок післяпологових ускладнень та невиявленого апендициту принцеса Марія де лас Мерседес померла у 1904 році.

### Другий шлюб
16 листопада 1907 року Карлос одружився вдруге — з принцесою Луїзою Орлеанською, дочкою Філіппа, графа Паризького, нащадка французького короля Луї-Філіппа I з Орлеанського дому. У шлюбі народилося четверо дітей:
- Карлос (1908—1936) — загинув в Ейбарі під час Громадянської війни, одруженим не був, дітей не мав;
- Марія де лос Долорес (1909—1996) — була двічі одружена, мала двох синів від першого шлюбу;
- Марія де лас Мерседес (1910—2000) — дружина Хуана де Бурбона, графа Барселонського, мала четверо дітей, серед яких — колишній король Іспанії Хуан Карлос I; бабуся короля Іспанії Філіпа VI;
- Марія де ла Есперанса (1914—2005) — дружина принца Орлеан-Браганса Педру Гастана, мала шестеро дітей.

## Нагороди
- Іспанія:
  - Орден Золотого руна (7 лютого 1901)[13]
  - Орден Карлоса III (7 лютого 1901)[13]
  - Орден Ізабелли Католички (7 лютого 1901)[13]
  - Орден Алькантари (21 березня 1901)[14]
  - Орден військових заслуг (4 травня 1910)[15]
  - Хрест морських заслуг (10 жовтня 1923)[16]
  - Орден Святого Ерменегільдо (8 липня 1929)[17]
  - Військовий орден Марії Крістіни[18]
  - Real Estamento Militar del Principado de Gerona[19]
- Португалія: Орден Вежі й Меча
- Велика Британія:
  - Королівський Вікторіанський орден[20]
  - Орден Лазні[20]

## Родовід
|  |                                            |  |  |  |  |  |  |  |  |  |  |  |  |
|  | Франциск I, король Обох Сицилій            |  |  |  |  |  |  |  |  |  |  |  |  |
|  |                                            |  |  |  |  |  |  |  |  |  |  |  |  |
|  |                                            |  |  |  |  |  |  |  |  |  |  |  |  |
|  | Фердинанд II, король Обох Сицилій          |  |  |  |  |  |  |  |  |  |  |  |  |
|  |                                            |  |  |  |  |  |  |  |  |  |  |  |  |
|  |                                            |  |  |  |  |  |  |  |  |  |  |  |  |
|  | Марія Ізабелла Іспанська                   |  |  |  |  |  |  |  |  |  |  |  |  |
|  |                                            |  |  |  |  |  |  |  |  |  |  |  |  |
|  |                                            |  |  |  |  |  |  |  |  |  |  |  |  |
|  | Альфонсо, граф ді Казерта                  |  |  |  |  |  |  |  |  |  |  |  |  |
|  |                                            |  |  |  |  |  |  |  |  |  |  |  |  |
|  |                                            |  |  |  |  |  |  |  |  |  |  |  |  |
|  | Карл Тешенський                            |  |  |  |  |  |  |  |  |  |  |  |  |
|  |                                            |  |  |  |  |  |  |  |  |  |  |  |  |
|  |                                            |  |  |  |  |  |  |  |  |  |  |  |  |
|  | Марія Тереза Австрійська                   |  |  |  |  |  |  |  |  |  |  |  |  |
|  |                                            |  |  |  |  |  |  |  |  |  |  |  |  |
|  |                                            |  |  |  |  |  |  |  |  |  |  |  |  |
|  | Генрієтта Александріна Нассау-Вайльбурзька |  |  |  |  |  |  |  |  |  |  |  |  |
|  |                                            |  |  |  |  |  |  |  |  |  |  |  |  |
|  |                                            |  |  |  |  |  |  |  |  |  |  |  |  |
|  | Карлос                                     |  |  |  |  |  |  |  |  |  |  |  |  |
|  |                                            |  |  |  |  |  |  |  |  |  |  |  |  |
|  |                                            |  |  |  |  |  |  |  |  |  |  |  |  |
|  | Франциск I, король Обох Сицилій (= 8)      |  |  |  |  |  |  |  |  |  |  |  |  |
|  |                                            |  |  |  |  |  |  |  |  |  |  |  |  |
|  |                                            |  |  |  |  |  |  |  |  |  |  |  |  |
|  | Франческо Бурбон-Сицилійський              |  |  |  |  |  |  |  |  |  |  |  |  |
|  |                                            |  |  |  |  |  |  |  |  |  |  |  |  |
|  |                                            |  |  |  |  |  |  |  |  |  |  |  |  |
|  | Марія Ізабелла Іспанська (= 9)             |  |  |  |  |  |  |  |  |  |  |  |  |
|  |                                            |  |  |  |  |  |  |  |  |  |  |  |  |
|  |                                            |  |  |  |  |  |  |  |  |  |  |  |  |
|  | Марія Антонієтта Бурбон-Сицилійська        |  |  |  |  |  |  |  |  |  |  |  |  |
|  |                                            |  |  |  |  |  |  |  |  |  |  |  |  |
|  |                                            |  |  |  |  |  |  |  |  |  |  |  |  |
|  | Леопольд II, великий герцог Тоскани        |  |  |  |  |  |  |  |  |  |  |  |  |
|  |                                            |  |  |  |  |  |  |  |  |  |  |  |  |
|  |                                            |  |  |  |  |  |  |  |  |  |  |  |  |
|  | Марія Ізабелла Австрійська                 |  |  |  |  |  |  |  |  |  |  |  |  |
|  |                                            |  |  |  |  |  |  |  |  |  |  |  |  |
|  |                                            |  |  |  |  |  |  |  |  |  |  |  |  |
|  | Марія Антонія Бурбон-Сицилійська           |  |  |  |  |  |  |  |  |  |  |  |  |
|  |                                            |  |  |  |  |  |  |  |  |  |  |  |  |
|  |                                            |  |  |  |  |  |  |  |  |  |  |  |  |